# 최경자 (육상 선수)
최경자(崔敬子)는 대한민국의 육상 선수였다. 1983년 1월 오사카 국제 마라톤 대회에서 2시간 44분 48초로 대한민국 여자 마라톤 신기록을 세웠다.
최경자는 1982년 오사카 국제 마라톤에서 처음 풀코스를 뛰어 3시간 5분 07초로 33위를 기록했다. 이어 3월 두 번째 경기인 동아 마라톤에서는 3시간 4분 40초로 안춘자에 이어 대한민국 선수로는 2위(종합 7위)를 기록하며 가능성을 보이기 시작했다. 그리고 1983년 오사카 국제 마라톤 대회에서 임은주의 기존 대한민국 기록을 2분 15초나 앞당기며 아시아 선수로는 가장 좋은 성적을 올렸다.